# Sarangi

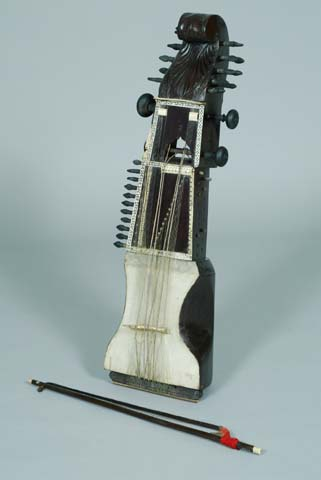
Sarangi

De sarangi is een klein, maar zwaar houten snaarinstrument uit de Hindoestaanse muziek. Op de santoor na, is er geen ander muziekinstrument uit India, dat zoveel snaren heeft.
De egraz is een eenvoudige versie van de sarangi die geen resonantiesnaren heeft.
De sarangi wordt met een strijkstok bespeeld, het instrument wordt rechtop op schoot gezet. De strijkstok bespeelt de darmen melodie-snaren, en eveneens de stalen akkoord- en ritmische chikari-snaren. Op een sarangi komen tot wel 30 tarafs voor (resonantiesnaren).
Ram Narayan was een beroemd musicus evenals Bundu Khan.

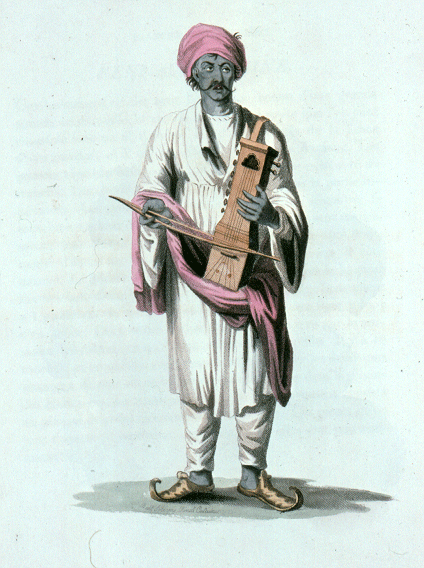
Een man bespeelt de sarangi